# Pedro Osinaga Escribano
Pedro Osinaga Escribano (Pamplona, 15 de desembre de 1936-Madrid, 29 de desembre de 2017) va ser un actor espanyol.

## Biografia
Lligat principalment al teatre, va participar també en nombroses pel·lícules.
Va estudiar cant en Madrid. En els seus inicis va treballar la sarsuela i més tard la comèdia musical, la revista —la popular Ven y ven... al Eslava (1958), amb Tony Leblanc— i la comèdia dramàtica, aconseguint un dels majors èxits de la seva carrera amb Sé infiel y no mires con quién (1972-1984), obra teatral que va superar les 10.000 representacions.
Va debutar al cinema amb Amor bajo cero (1960) i va participar en films al costat d'estrelles com Sara Montiel (La reina del Chantecler, 1962) i Rocío Dúrcal (Tengo 17 años, 1964). Va gaudir de gran popularitat gràcies als espais dramàtics de TVE, si bé la seva carrera cinematogràfica va concloure gairebé completament a la fi de la dècada de 1970, després d'intervenir en diverses comèdies més o menys múrries pròpies dels anys del destape.
En 1986 va presentar el concurs Todo queda en casa a TVE, on s'enfrontaven dues famílies. El programa es va emetre entre juny de 1986 i febrer de 1987.
Va rebre en 2011 el XV Premi Nacional de Teatre Pepe Isbert, que la Associació Nacional d'Amics dels Teatres d'Espanya (AMITE) concedeix per votació popular. És el guardó més important que a Espanya concedeix una entitat privada. El lliurament va ser en el Teatre Circ de Albacete l'11 de novembre de 2011.
També va ser amic íntim d'Alfons de Borbó i Dampierre i del seu fill Lluís Alfons de Borbó, pretendents legitimistes al tron de França.
La Filmoteca de Navarra, li va rendir un homenatge el 15 de febrer de 2018. En l'acte va intervenir Santiago Arriazu, un amic de Osinaga.

## Filmografia
- Réquiem por un empleado (1978)
- Cuentos de las sábanas blancas (1977)
- Fulanita y sus menganos (1976)
- Los hijos de... (1976)
- Venta por pisos (1972)
- Las Ibéricas F.C. (1971)
- Los jóvenes amantes (1971)
- Las nenas del mini-mini (1969)
- Joaquín Murrieta (1965)
- Les parias de la gloire (1964)
- Tengo 17 años (1964)
- Nuevas amistades (1963)
- La Reina del Chantecler (1962)
- Siempre es domingo (1961)
- Regresa un desconocido (1961)
- Amor bajo cero (1960)
- El príncipe encadenado (1960)

## Televisió
- ¿Se puede? 
  - Cita con antifaz (2004)
- Ni contigo ni sin ti (1988)
- Primera función 
  - Una noche en su casa, señora (1989)
- La comedia musical española
  - El sobre verde (1985)
  - El águila de fuego (1985)
  - Cinco minutos nada menos (1985)
- Estudio 1
  - El genio alegre (1980)
  - Al final de la cuerda (1979)
  - Cuidado con las personas formales (1978)
  - Alta fidelidad (1975)
  - La viuda valenciana (1975)
  - Historia de un adulterio (1974)
  - Carlo Monte en Montecarlo (1974)
  - El canto de la cigarra (1973)
  - Doce hombres sin piedad (1973)
  - 50 años de felicidad (1972)
  - La vida privada de mamá (1972)
  - Celos del aire (1971)
  - Don Juan Tenorio (1970)
- Que usted lo mate bien
  - El Doctor J. (1979)
  - El triángulo (1979)
- Antología de la Zarzuela (1979-1980)
- Novela
  - Grandes esperanzas (1978)
  - Caza menor (1976) .
  - Una mujer desconocida (1973)
  - Las oscuras raíces (1973)
  - El primer amor de Desirée (1971)
  - Sinfonía pastoral (1970)
- Teatro estudio 
  - Celos del aire (1977)
  - El burlador de Sevilla (1976)
- Telecomedia 
  - Se vende un apartamento (1974)
- Noche de teatro 
  - Dulce pájaro de juventud (1974)
- Don Juan (1974)
- Animales racionales
  - Un amor muy cerebral (1973)
- Los sobrinos del capitán Grant (1970)
- Viajes alrededor de una pareja (1970)
- Vivir para ver 
  - Agua de colonia (1969)
  - Mucha carne en la despensa (1969)
  - Partida para el nacimiento (1969)
- Doce lecciones de felicidad conyugal (1969)
- La risa española 
  - La tonta del bote (1969)